# Carol Hathaway
Carol Hathaway är en fiktiv karaktär i TV-serien Cityakuten. Hathaway är chefsjuksköterska på County General Hospital, Chicago, Illinois, USA. Hon är med i pilotavsnittet och i slutet kommer hon själv in som patient efter att ha försökt begå självmord. Man får aldrig veta orsaken, men alla tror att det är hennes olyckliga kärleksaffär med kvinnojägaren Dr Doug Ross. Senare förlovar Carol sig med en annan läkare. Doug försöker vinna henne tillbaka men hon litar inte riktigt på honom. Men strax före vigseln drar sig Carols fästman ur; han har förstått att Carol inte älskar honom lika mycket som han henne. Hon har fortfarande känslor för Doug.
Hon har ett förhållande med Dr. Doug Ross. När Doug flyttar till Seattle, så får Carol veta att hon är gravid med tvillingar. Vid förlossningen höll hon nästan på att förblöda. Men hon överlever och tvillingarna fick heta Tess och Kate. Senare så flyttar Carol och tvillingarna till Doug i Seattle och Carol försvinner ur serien.